# Élections départementales de 2015 dans le Morbihan
Les élections départementales ont lieu les 22 et 29 mars 2015.

## Contexte départemental
Europe Écologie Les Verts ne partira pas en alliance au premier tour avec le Parti socialiste.

### Assemblée départementale sortante
Avant les élections, le conseil général du Morbihan est présidé par François Goulard (UMP). Il comprend 42 conseillers généraux issus des 42 cantons du Morbihan. Après le redécoupage cantonal de 2014, ce sont 42 conseillers départementaux qui seront élus au sein des 21 nouveaux cantons du Morbihan.
| Parti                             | Sigle | Sigle | Élus |
| --------------------------------- | ----- | ----- | ---- |
| Majorité (24 sièges)              |       |       |      |
| Divers droite                     |       | DVD   | 14   |
| Union pour un mouvement populaire |       | UMP   | 10   |
| Opposition (18 sièges)            |       |       |      |
| Parti socialiste                  |       | PS    | 12   |
| Divers gauche                     |       | DVG   | 4    |
| Europe Écologie Les Verts         |       | EÉLV  | 1    |
| Parti communiste français         |       | PCF   | 1    |
| Président du conseil général      |       |       |      |
| François Goulard (UMP)            |       |       |      |

### Assemblée départementale élue
| Parti                                | Sigle | Sigle | Élus |
| ------------------------------------ | ----- | ----- | ---- |
| Majorité (34 sièges)                 |       |       |      |
| Divers droite                        |       | DVD   | 20   |
| Union pour un mouvement populaire    |       | UMP   | 11   |
| Union des démocrates et indépendants |       | UDI   | 3    |
| Opposition (8 sièges)                |       |       |      |
| Parti socialiste                     |       | PS    | 4    |
| Divers gauche                        |       | DVG   | 4    |
| Président du conseil départemental   |       |       |      |
| François Goulard (UMP)               |       |       |      |

## Résultats à l'échelle du département

### Résultats par nuances du ministère de l'Intérieur
Les nuances utilisées par le ministère de l'Intérieur ne tiennent pas compte des alliances locales.
| Binômes     | Binômes            | Premier tour | Premier tour | Second tour | Second tour | Sièges |
| Binômes     | Binômes            | Voix         | %            | Voix        | %           | Sièges |
| ----------- | ------------------ | ------------ | ------------ | ----------- | ----------- | ------ |
|             | Union de la droite | 98 875       | 35,03        | 125 062     | 51,36       | 30     |
|             | DVD                | 17 957       | 6,36         | 17 697      | 7,27        | 4      |
|             | DLF                | 461          | 0,16         |             |             |        |
| Droite      | Droite             | 117 293      | 41,55        | 142 759     | 58,63       | 34     |
|             |                    |              |              |             |             |        |
|             | Union de la gauche | 34 825       | 12,34        | 47 224      | 19,39       | 4      |
|             | DVG                | 32 020       | 11,34        | 35 725      | 14,67       | 4      |
|             | FG                 | 20 110       | 7,12         |             |             |        |
|             | PS                 | 8 999        | 3,19         | 5 254       | 2,16        | 0      |
|             | EÉLV               | 3 605        | 1,28         |             |             |        |
| Gauche      | Gauche             | 99 559       | 35,27        | 88 203      | 36,22       | 8      |
|             |                    |              |              |             |             |        |
|             | FN                 | 58 167       | 20,61        | 12 550      | 5,15        | 0      |
|             |                    |              |              |             |             |        |
|             | Divers             | 7 242        | 2,57         |             |             |        |
|             |                    |              |              |             |             |        |
| Inscrits    | Inscrits           | 564 704      | 100,00       | 538 576     | 100,00      |        |
| Abstentions | Abstentions        | 267 879      | 47,44        | 269 642     | 50,07       |        |
| Votants     | Votants            | 296 825      | 52,56        | 268 934     | 49,93       |        |
| Blancs      | Blancs             | 10 022       | 3,38         | 17 039      | 6,34        |        |
| Nuls        | Nuls               | 4 542        | 1,53         | 8 383       | 3,12        |        |
| Exprimés    | Exprimés           | 282 261      | 95,09        | 243 512     | 90,55       |        |

### Résultats par canton
| Canton              | Conseiller sortant            | Parti                 | Parti       | Conseiller élu           | Parti           | Parti           |
| ------------------- | ----------------------------- | --------------------- | ----------- | ------------------------ | --------------- | --------------- |
| Allaire             | Yvette Année                  |                       | DVD         | Canton supprimé          | Canton supprimé | Canton supprimé |
| Auray               | Marie-José Le Breton          |                       | DVD         | Michel Jalu              |                 | UDI             |
| Auray               | Marie-José Le Breton          | Marie-José Le Breton  | DVD         |                          | DVD             |                 |
| Baud                | Noël Le Loir*                 |                       | DVD         | Canton supprimé          | Canton supprimé | Canton supprimé |
| Belle-Île           | Yves Brien*                   |                       | DVG         | Canton supprimé          | Canton supprimé | Canton supprimé |
| Belz                | Gérard Le Tréquesser*         |                       | DVD         | Canton supprimé          | Canton supprimé | Canton supprimé |
| Cléguérec           | Serge Moëlo                   |                       | PS          | Canton supprimé          | Canton supprimé | Canton supprimé |
| Elven               | Élodie Le Rohellec*           |                       | EÉLV        | Canton supprimé          | Canton supprimé | Canton supprimé |
| Le Faouët           | Ghislaine Langlet             |                       | DVG         | Canton supprimé          | Canton supprimé | Canton supprimé |
| La Gacilly          | Yannick Chesnais              |                       | DVD         | Canton supprimé          | Canton supprimé | Canton supprimé |
| Gourin              | Christian Derrien             |                       | DVG         | Christian Derrien        |                 | DVG             |
| Gourin              | Christian Derrien             | Ghislaine Langlet     | DVG         |                          | DVG             |                 |
| Grand-Champ         | Yves Bleunven                 |                       | UMP         | Yves Bleunven            |                 | UMP             |
| Grand-Champ         | Yves Bleunven                 | Annick Maugain        | UMP         |                          | DVD             |                 |
| Groix               | Denise Guillaume-Le Maréchal* |                       | UMP         | Canton supprimé          | Canton supprimé | Canton supprimé |
| Guémené-sur-Scorff  | Jean-Jacques Tromilin         |                       | UMP         | Canton supprimé          | Canton supprimé | Canton supprimé |
| Guer                | Tiphaine Bibard               |                       | PS          | Yannick Chesnais         |                 | DVD             |
| Guer                | Tiphaine Bibard               | Marie-Hélène Herry    | PS          |                          | DVD             |                 |
| Guidel              | Canton créé                   | Canton créé           | Canton créé | Françoise Ballester      |                 | DVD             |
| Guidel              | Canton créé                   | Canton créé           | Canton créé | Jean-Rémy Kervarrec      |                 | UDI             |
| Hennebont           | Gérard Perron                 |                       | PCF         | Muriel Jourda            |                 | DVD             |
| Hennebont           | Gérard Perron                 | Jacques Le Ludec      | PCF         |                          | UMP             |                 |
| Josselin            | Joseph Samson*                |                       | DVD         | Canton supprimé          | Canton supprimé | Canton supprimé |
| Lanester            | Thérèse Thiéry*               |                       | DVG         | Gérard Falquerho         |                 | DVD             |
| Lanester            | Thérèse Thiéry*               | Marie-Claude Gaudin   | DVG         |                          | DVD             |                 |
| Locminé             | Gérard Lorgeoux*              |                       | UMP         | Canton supprimé          | Canton supprimé | Canton supprimé |
| Lorient-Centre      | Norbert Métairie*             |                       | PS          | Canton supprimé          | Canton supprimé | Canton supprimé |
| Lorient-Nord        | Émile Jétain*                 |                       | PS          | Canton supprimé          | Canton supprimé | Canton supprimé |
| Lorient-Sud         | Yves Lenormand*               |                       | PS          | Canton supprimé          | Canton supprimé | Canton supprimé |
| Lorient-1           | Canton créé                   | Canton créé           | Canton créé | Bruno Blanchard          |                 | PS              |
| Lorient-1           | Canton créé                   | Canton créé           | Canton créé | Karine Rigole            |                 | DVG             |
| Lorient-2           | Canton créé                   | Canton créé           | Canton créé | Gaëlle Le Stradic        |                 | PS              |
| Lorient-2           | Canton créé                   | Canton créé           | Canton créé | Laurent Tonnerre         |                 | PS              |
| Malestroit          | Joseph Legal*                 |                       | DVD         | Canton supprimé          | Canton supprimé | Canton supprimé |
| Mauron              | Guy de Kersabiec*             |                       | DVD         | Canton supprimé          | Canton supprimé | Canton supprimé |
| Moréac              | Canton créé                   | Canton créé           | Canton créé | Florence Prunet          |                 | DVG             |
| Moréac              | Canton créé                   | Canton créé           | Canton créé | Guénaël Robin            |                 | PS              |
| Muzillac            | Joseph Brohan*                |                       | DVD         | Alain Guihard            |                 | DVD             |
| Muzillac            | Joseph Brohan*                | Marie-Odile Jarligant | DVD         |                          | DVD             |                 |
| Plœmeur             | Loïc Le Meur*                 |                       | PS          | Ronan Loas               |                 | UMP             |
| Plœmeur             | Loïc Le Meur*                 | Brigitte Melin        | PS          |                          | UMP             |                 |
| Ploërmel            | Patrick Le Diffon*            |                       | UMP         | Martine Guillas-Guérinel |                 | DVD             |
| Ploërmel            | Patrick Le Diffon*            | Michel Pichard        | UMP         |                          | DVD             |                 |
| Plouay              | Jean-Rémy Kervarrec           |                       | DVD         | Canton supprimé          | Canton supprimé | Canton supprimé |
| Pluvigner           | Bernadette Desjardins         |                       | PS          | Marie-Christine Le Quer  |                 | DVD             |
| Pluvigner           | Bernadette Desjardins         | Fabrice Robelet       | PS          |                          | DVD             |                 |
| Pont-Scorff         | Pierrik Névannen*             |                       | UMP         | Canton supprimé          | Canton supprimé | Canton supprimé |
| Pontivy             | Henri Le Dorze*               |                       | PS          | Soizic Perrault          |                 | UMP             |
| Pontivy             | Henri Le Dorze*               | Benoît Quero          | PS          |                          | DVD             |                 |
| Port-Louis          | Jacques Le Ludec              |                       | UMP         | Canton supprimé          | Canton supprimé | Canton supprimé |
| Questembert         | Yvette Louer*                 |                       | DVD         | Gérard Gicquel           |                 | UMP             |
| Questembert         | Yvette Louer*                 | Marie-Annick Martin   | DVD         |                          | UMP             |                 |
| Quiberon            | Gérard Pierre                 |                       | UMP         | Karine Bellec            |                 | DVD             |
| Quiberon            | Gérard Pierre                 | Gérard Pierre         | UMP         |                          | DVD             |                 |
| La Roche-Bernard    | Alain Guihard                 |                       | DVD         | Canton supprimé          | Canton supprimé | Canton supprimé |
| Rochefort-en-Terre  | François Hervieux*            |                       | PS          | Canton supprimé          | Canton supprimé | Canton supprimé |
| Rohan               | Pierre Le Teste*              |                       | UMP         | Canton supprimé          | Canton supprimé | Canton supprimé |
| Saint-Jean-Brévelay | Guénaël Robin                 |                       | PS          | Canton supprimé          | Canton supprimé | Canton supprimé |
| Sarzeau             | David Lappartient             |                       | UMP         | Canton supprimé          | Canton supprimé | Canton supprimé |
| Séné                | Canton créé                   | Canton créé           | Canton créé | David Lappartient        |                 | UMP             |
| Séné                | Canton créé                   | Canton créé           | Canton créé | Michèle Nadeau           |                 | DVD             |
| La Trinité-Porhoët  | Michel Pichard                |                       | DVD         | Canton supprimé          | Canton supprimé | Canton supprimé |
| Vannes-Centre       | François Goulard              |                       | UMP         | Canton supprimé          | Canton supprimé | Canton supprimé |
| Vannes-Est          | Élisabeth Chevalier*          |                       | PS          | Canton supprimé          | Canton supprimé | Canton supprimé |
| Vannes-Ouest        | André Gall*                   |                       | PS          | Canton supprimé          | Canton supprimé | Canton supprimé |
| Vannes-1            | Canton créé                   | Canton créé           | Canton créé | François Goulard         |                 | UMP             |
| Vannes-1            | Canton créé                   | Canton créé           | Canton créé | Christine Penhouet       |                 | DVD             |
| Vannes-2            | Canton créé                   | Canton créé           | Canton créé | Denis Bertholom          |                 | UMP             |
| Vannes-2            | Canton créé                   | Canton créé           | Canton créé | Nadine Fremont           |                 | UMP             |
| Vannes-3            | Canton créé                   | Canton créé           | Canton créé | Gilles Dufeigneux        |                 | UDI             |
| Vannes-3            | Canton créé                   | Canton créé           | Canton créé | Gaëlle Favennec          |                 | DVD             |

* Conseillers généraux sortants ne se représentant pas 

## Résultats par canton

### Canton d'Auray
| Candidats   | Candidats            | Partis      | Partis      | Premier tour | Premier tour | Second tour | Second tour |
| Candidats   | Candidats            | Partis      | Partis      | Voix         | %            | Voix        | %           |
| ----------- | -------------------- | ----------- | ----------- | ------------ | ------------ | ----------- | ----------- |
| 1           | Laurent Dubois       |             | EÉLV        | 789          | 6,50         |             |             |
| 1           | Anne Le Galles       |             | EÉLV        | 789          | 6,50         |             |             |
| 2           | Véronique Coquil     |             | MBP         | 658          | 5,42         |             |             |
| 2           | Jacques Madec        |             | MBP         | 658          | 5,42         |             |             |
| 3           | Michel Couturier     |             | FG          | 549          | 4,53         |             |             |
| 3           | Frédérique Paulic    |             | FG          | 549          | 4,53         |             |             |
| 4           | Michel Jalu          |             | UDI         | 5 153        | 42,47        | 6 862       | 62,57       |
| 4           | Marie-José Le Breton |             | DVD         | 5 153        | 42,47        | 6 862       | 62,57       |
| 5           | Martine Guillas      |             | PS          | 2 789        | 22,99        | 4 105       | 37,43       |
| 5           | Guy Roussel          |             | DVG         | 2 789        | 22,99        | 4 105       | 37,43       |
| 6           | Odile Guelenec       |             | FN          | 2 194        | 18,08        |             |             |
| 6           | Roland Thomas        |             | FN          | 2 194        | 18,08        |             |             |
|             |                      |             |             |              |              |             |             |
| Inscrits    | Inscrits             | Inscrits    | Inscrits    | 23 714       | 100,00       | 23 712      | 100,00      |
| Abstentions | Abstentions          | Abstentions | Abstentions | 11 131       | 46,94        | 11 824      | 49,87       |
| Votants     | Votants              | Votants     | Votants     | 12 583       | 53,06        | 11 888      | 50,13       |
| Blancs      | Blancs               | Blancs      | Blancs      | 295          | 2,34         | 548         | 4,61        |
| Nuls        | Nuls                 | Nuls        | Nuls        | 156          | 1,24         | 373         | 3,14        |
| Exprimés    | Exprimés             | Exprimés    | Exprimés    | 12 132       | 96,42        | 10 967      | 92,25       |

### Canton de Gourin
| Candidats            | Candidats              | Partis      | Partis      | Premier tour | Premier tour | Second tour | Second tour |
| Candidats            | Candidats              | Partis      | Partis      | Voix         | %            | Voix        | %           |
| -------------------- | ---------------------- | ----------- | ----------- | ------------ | ------------ | ----------- | ----------- |
| 1                    | Renée Courtel          |             | PS          | 3 071        | 21,62        |             |             |
| 1                    | Serge Moelo*           |             | PS          | 3 071        | 21,62        |             |             |
| 2                    | Christian Derrien*     |             | MBP         | 3 636        | 25,59        | 7 591       | 55,15       |
| 2                    | Ghislaine Langlet      |             | DVG         | 3 636        | 25,59        | 7 591       | 55,15       |
| 3                    | Jean-Luc Calmanovici   |             | FN          | 2 420        | 17,03        |             |             |
| 3                    | Marie de Grave         |             | FN          | 2 420        | 17,03        |             |             |
| 4                    | Pascale Marchand       |             | DVD         | 1 942        | 13,67        |             |             |
| 4                    | Michel Morvant         |             | DVD         | 1 942        | 13,67        |             |             |
| 5                    | Christiane Le Beller   |             | DVD         | 3 138        | 22,09        | 5 284       | 46,35       |
| 5                    | Jean-Jacques Tromilin* |             | UMP         | 3 138        | 22,09        | 5 284       | 46,35       |
|                      |                        |             |             |              |              |             |             |
| Inscrits             | Inscrits               | Inscrits    | Inscrits    | 26 735       | 100,00       | 26 732      | 100,00      |
| Abstentions          | Abstentions            | Abstentions | Abstentions | 11 872       | 44,41        | 11 970      | 44,78       |
| Votants              | Votants                | Votants     | Votants     | 14 863       | 55,59        | 14 762      | 55,22       |
| Blancs               | Blancs                 | Blancs      | Blancs      | 374          | 2,52         | 569         | 3,85        |
| Nuls                 | Nuls                   | Nuls        | Nuls        | 282          | 1,9          | 428         | 2,9         |
| Exprimés             | Exprimés               | Exprimés    | Exprimés    | 14 207       | 95,59        | 13 765      | 93,25       |
| * conseiller sortant |                        |             |             |              |              |             |             |

### Canton de Grand-Champ
| Candidats            | Candidats        | Partis      | Partis      | Premier tour | Premier tour |
| Candidats            | Candidats        | Partis      | Partis      | Voix         | %            |
| -------------------- | ---------------- | ----------- | ----------- | ------------ | ------------ |
| 1                    | Gabriel Bouche   |             | FN          | 3 621        | 27,94        |
| 1                    | Gisèle Burban    |             | FN          | 3 621        | 27,94        |
| 2                    | Yves Bleunven*   |             | UMP         | 7 444        | 57,44        |
| 2                    | Annick Maugain   |             | DVD         | 7 444        | 57,44        |
| 3                    | Christian Allio  |             | FG          | 1 894        | 14,62        |
| 3                    | Catherine Bottin |             | FG          | 1 894        | 14,62        |
|                      |                  |             |             |              |              |
| Inscrits             | Inscrits         | Inscrits    | Inscrits    | 26 201       | 100,00       |
| Abstentions          | Abstentions      | Abstentions | Abstentions | 12 092       | 46,15        |
| Votants              | Votants          | Votants     | Votants     | 14 109       | 53,85        |
| Blancs               | Blancs           | Blancs      | Blancs      | 742          | 5,26         |
| Nuls                 | Nuls             | Nuls        | Nuls        | 408          | 2,89         |
| Exprimés             | Exprimés         | Exprimés    | Exprimés    | 12 959       | 91,85        |
| * conseiller sortant |                  |             |             |              |              |

### Canton de Guer
| Candidats            | Candidats              | Partis      | Partis      | Premier tour | Premier tour | Second tour | Second tour |
| Candidats            | Candidats              | Partis      | Partis      | Voix         | %            | Voix        | %           |
| -------------------- | ---------------------- | ----------- | ----------- | ------------ | ------------ | ----------- | ----------- |
| 1                    | Yvette Année*          |             | DVD         | 4 187        | 29,28        | 5 285       | 46,35       |
| 1                    | Pierrick Lelièvre      |             | DVD         | 4 187        | 29,28        | 5 285       | 46,35       |
| 2                    | Annie Cossard          |             | FN          | 3 025        | 21,16        |             |             |
| 2                    | Jean-Paul Félix        |             | FN          | 3 025        | 21,16        |             |             |
| 3                    | Tiphaine Bibard*       |             | PS          | 3 259        | 22,79        |             |             |
| 3                    | Joaquim Da Silva Jesus |             | PS          | 3 259        | 22,79        |             |             |
| 4                    | Yannick Chesnais*      |             | DVD         | 3 828        | 26,77        | 6 117       | 53,65       |
| 4                    | Marie-Hélène Herry     |             | DVD         | 3 828        | 26,77        | 6 117       | 53,65       |
|                      |                        |             |             |              |              |             |             |
| Inscrits             | Inscrits               | Inscrits    | Inscrits    | 29 201       | 100,00       | 29 200      | 100,00      |
| Abstentions          | Abstentions            | Abstentions | Abstentions | 14 239       | 48,76        | 15 793      | 54,09       |
| Votants              | Votants                | Votants     | Votants     | 14 962       | 51,24        | 13 407      | 45,91       |
| Blancs               | Blancs                 | Blancs      | Blancs      | 405          | 2,71         | 1 451       | 10,82       |
| Nuls                 | Nuls                   | Nuls        | Nuls        | 258          | 1,72         | 555         | 4,14        |
| Exprimés             | Exprimés               | Exprimés    | Exprimés    | 14 299       | 95,57        | 11 401      | 85,04       |
| * conseiller sortant |                        |             |             |              |              |             |             |

### Canton de Guidel
| Candidats   | Candidats           | Partis      | Partis      | Premier tour | Premier tour | Second tour | Second tour |
| Candidats   | Candidats           | Partis      | Partis      | Voix         | %            | Voix        | %           |
| ----------- | ------------------- | ----------- | ----------- | ------------ | ------------ | ----------- | ----------- |
| 1           | Annick Haurant      |             | FG          | 1 186        | 7,63         |             |             |
| 1           | Pascal Le Bourlout  |             | FG          | 1 186        | 7,63         |             |             |
| 2           | Françoise Ballester |             | DVD         | 6 146        | 39,52        | 8 615       | 61,89       |
| 2           | Jean-Rémy Kervarrec |             | UDI         | 6 146        | 39,52        | 8 615       | 61,89       |
| 3           | Maël Graignic       |             | PB          | 783          | 5,03         |             |             |
| 3           | Claudine Perron     |             | PB          | 783          | 5,03         |             |             |
| 4           | Laure Detrez        |             | DVG         | 3 544        | 22,79        | 5 304       | 38,11       |
| 4           | Régis Kerdelhue     |             | DVG         | 3 544        | 22,79        | 5 304       | 38,11       |
| 5           | Marie-Josée Alanot  |             | UDB         | 433          | 2,78         |             |             |
| 5           | Alan ar Gal         |             | UDB         | 433          | 2,78         |             |             |
| 6           | Solen Bayon         |             | FN          | 3 461        | 22,25        |             |             |
| 6           | Marie-Josée Piolet  |             | FN          | 3 461        | 22,25        |             |             |
|             |                     |             |             |              |              |             |             |
| Inscrits    | Inscrits            | Inscrits    | Inscrits    | 31 770       | 100,00       | 31 768      | 100,00      |
| Abstentions | Abstentions         | Abstentions | Abstentions | 15 299       | 48,16        | 16 171      | 50,9        |
| Votants     | Votants             | Votants     | Votants     | 16 471       | 51,84        | 15 597      | 49,1        |
| Blancs      | Blancs              | Blancs      | Blancs      | 662          | 4,02         | 1 099       | 7,05        |
| Nuls        | Nuls                | Nuls        | Nuls        | 256          | 1,55         | 579         | 3,71        |
| Exprimés    | Exprimés            | Exprimés    | Exprimés    | 15 553       | 94,43        | 13 919      | 89,24       |

### Canton d'Hennebont
| Candidats            | Candidats         | Partis      | Partis      | Premier tour | Premier tour | Second tour | Second tour |
| Candidats            | Candidats         | Partis      | Partis      | Voix         | %            | Voix        | %           |
| -------------------- | ----------------- | ----------- | ----------- | ------------ | ------------ | ----------- | ----------- |
| 1                    | Françoise Jaffre  |             | FG          | 2 448        | 16,00        |             |             |
| 1                    | Gérard Perron*    |             | FG          | 2 448        | 16,00        |             |             |
| 2                    | Laure Le Maréchal |             | UDB         | 807          | 5,28         |             |             |
| 2                    | Renan Mollo       |             | UDB         | 807          | 5,28         |             |             |
| 3                    | Valérie Montigny  |             | FN          | 3 236        | 21,15        |             |             |
| 3                    | Benoît Ranc       |             | FN          | 3 236        | 21,15        |             |             |
| 4                    | Muriel Jourda     |             | DVD         | 5 328        | 34,83        | 7 348       | 53,17       |
| 4                    | Jacques Le Ludec* |             | UMP         | 5 328        | 34,83        | 7 348       | 53,17       |
| 5                    | Gwénaëlle Cohic   |             | PS          | 3 478        | 22,74        | 6 471       | 46,83       |
| 5                    | Jacques Lemerle   |             | PS          | 3 478        | 22,74        | 6 471       | 46,83       |
|                      |                   |             |             |              |              |             |             |
| Inscrits             | Inscrits          | Inscrits    | Inscrits    | 31 564       | 100,00       | 31 564      | 100,00      |
| Abstentions          | Abstentions       | Abstentions | Abstentions | 15 449       | 48,95        | 16 299      | 51,64       |
| Votants              | Votants           | Votants     | Votants     | 16 115       | 51,05        | 15 265      | 48,36       |
| Blancs               | Blancs            | Blancs      | Blancs      | 578          | 3,59         | 867         | 5,68        |
| Nuls                 | Nuls              | Nuls        | Nuls        | 240          | 1,49         | 579         | 3,79        |
| Exprimés             | Exprimés          | Exprimés    | Exprimés    | 15 297       | 94,92        | 13 819      | 90,53       |
| * conseiller sortant |                   |             |             |              |              |             |             |

### Canton de Lanester
| Candidats   | Candidats             | Partis      | Partis      | Premier tour | Premier tour | Second tour | Second tour |
| Candidats   | Candidats             | Partis      | Partis      | Voix         | %            | Voix        | %           |
| ----------- | --------------------- | ----------- | ----------- | ------------ | ------------ | ----------- | ----------- |
| 1           | Annaïg Le Moël Raflik |             | PS          | 1 640        | 15,75        |             |             |
| 1           | Éric Mahé             |             | PS          | 1 640        | 15,75        |             |             |
| 2           | Gérard Falquerho      |             | DVD         | 3 250        | 31,21        | 6 296       | 72,93       |
| 2           | Marie-Claude Gaudin   |             | DVD         | 3 250        | 31,21        | 6 296       | 72,93       |
| 3           | Pascale Audoin        |             | DVG         | 2 000        | 19,20        |             |             |
| 3           | Olivier Le Maur       |             | DVG         | 2 000        | 19,20        |             |             |
| 4           | Patricia Riou         |             | UDB         | 446          | 4,28         |             |             |
| 4           | Jean-Jacques Valy     |             | UDB         | 446          | 4,28         |             |             |
| 5           | Philippe Jumeau       |             | FG          | 1 013        | 9,73         |             |             |
| 5           | Nadine Le Boedec      |             | FG          | 1 013        | 9,73         |             |             |
| 6           | Xavier Guillemot      |             | FN          | 2 065        | 19,83        | 2 337       | 27,07       |
| 6           | Lydia Le Barz         |             | FN          | 2 065        | 19,83        | 2 337       | 27,07       |
|             |                       |             |             |              |              |             |             |
| Inscrits    | Inscrits              | Inscrits    | Inscrits    | 22 011       | 100,00       | 22 011      | 100,00      |
| Abstentions | Abstentions           | Abstentions | Abstentions | 11 161       | 50,71        | 11 827      | 53,73       |
| Votants     | Votants               | Votants     | Votants     | 10 850       | 49,29        | 10 184      | 46,27       |
| Blancs      | Blancs                | Blancs      | Blancs      | 286          | 2,64         | 1 014       | 9,96        |
| Nuls        | Nuls                  | Nuls        | Nuls        | 150          | 1,38         | 537         | 5,27        |
| Exprimés    | Exprimés              | Exprimés    | Exprimés    | 10 414       | 95,98        | 8 633       | 84,77       |

### Canton de Lorient-1
| Candidats   | Candidats           | Partis      | Partis      | Premier tour | Premier tour | Second tour | Second tour |
| Candidats   | Candidats           | Partis      | Partis      | Voix         | %            | Voix        | %           |
| ----------- | ------------------- | ----------- | ----------- | ------------ | ------------ | ----------- | ----------- |
| 1           | Stéphane Bigata     |             | EÉLV        | 600          | 6,58         |             |             |
| 1           | Agathe Kermagoret   |             | EÉLV        | 600          | 6,58         |             |             |
| 2           | Marylise Jacquin    |             | UMP         | 2 061        | 22,61        |             |             |
| 2           | Gaël Le Fur         |             | UMP         | 2 061        | 22,61        |             |             |
| 3           | Jacques Bellanger   |             | UMP         | 0            | 0,00         |             |             |
| 3           | Françoise Le Toeuff |             | DVD         | 0            | 0,00         |             |             |
| 4           | Honoré Le Guyader   |             | FN          | 2 098        | 23,01        | 2 754       | 33,03       |
| 4           | Arlette Piriou      |             | FN          | 2 098        | 23,01        | 2 754       | 33,03       |
| 5           | Bruno Blanchard     |             | PS          | 3 027        | 33,21        | 5 584       | 66,97       |
| 5           | Karine Rigole       |             | DVG         | 3 027        | 33,21        | 5 584       | 66,97       |
| 6           | Anne de Pierrepont  |             | DVE         | 553          | 6,07         |             |             |
| 6           | François Saunier    |             | DVE         | 553          | 6,07         |             |             |
| 7           | Martine Conan       |             | FG          | 777          | 8,52         |             |             |
| 7           | Alexandre Scheuer   |             | FG          | 777          | 8,52         |             |             |
|             |                     |             |             |              |              |             |             |
| Inscrits    | Inscrits            | Inscrits    | Inscrits    | 19 469       | 100,00       | 19 469      | 100,00      |
| Abstentions | Abstentions         | Abstentions | Abstentions | 9 920        | 50,95        | 10 146      | 52,11       |
| Votants     | Votants             | Votants     | Votants     | 9 549        | 49,05        | 9 323       | 47,89       |
| Blancs      | Blancs              | Blancs      | Blancs      | 292          | 3,06         | 714         | 7,66        |
| Nuls        | Nuls                | Nuls        | Nuls        | 141          | 1,48         | 271         | 2,91        |
| Exprimés    | Exprimés            | Exprimés    | Exprimés    | 9 116        | 95,47        | 8 338       | 89,43       |

### Canton de Lorient-2
| Candidats   | Candidats            | Partis      | Partis      | Premier tour | Premier tour | Second tour | Second tour |
| Candidats   | Candidats            | Partis      | Partis      | Voix         | %            | Voix        | %           |
| ----------- | -------------------- | ----------- | ----------- | ------------ | ------------ | ----------- | ----------- |
| 1           | Maria Colas          |             | MoDem       | 1 684        | 17,18        | 3 521       | 42,1        |
| 1           | Armel Tonnerre       |             | UMP         | 1 684        | 17,18        | 3 521       | 42,1        |
| 2           | Gaëlle Le Stradic    |             | PS          | 2 708        | 27,63        | 4 842       | 57,9        |
| 2           | Laurent Tonnerre     |             | PS          | 2 708        | 27,63        | 4 842       | 57,9        |
| 3           | Delphine Alexandre   |             | FG          | 905          | 9,23         |             |             |
| 3           | Hassan Dibesse       |             | DVG         | 905          | 9,23         |             |             |
| 4           | Hélène de La Tullaye |             | DVD         | 490          | 5,00         |             |             |
| 4           | Jacques Morin        |             | DVD         | 490          | 5,00         |             |             |
| 5           | Pascal Baron         |             | FN          | 1 516        | 15,47        |             |             |
| 5           | Héloïse Heraud       |             | FN          | 1 516        | 15,47        |             |             |
| 6           | Isabelle Sol Caubel  |             | DVD         | 1 349        | 13,76        |             |             |
| 6           | Dominique Yvon       |             | DVD         | 1 349        | 13,76        |             |             |
| 7           | Joëlle Coris         |             | MBP         | 207          | 2,11         |             |             |
| 7           | Hervé Le Gwenn       |             | MBP         | 207          | 2,11         |             |             |
| 8           | Damien Girard        |             | EÉLV        | 689          | 7,03         |             |             |
| 8           | Claire Herlic        |             | EÉLV        | 689          | 7,03         |             |             |
| 9           | Laurence Chevrel     |             | UDB         | 253          | 2,58         |             |             |
| 9           | Yann Syz             |             | UDB         | 253          | 2,58         |             |             |
|             |                      |             |             |              |              |             |             |
| Inscrits    | Inscrits             | Inscrits    | Inscrits    | 20 084       | 100,00       | 20 184      | 100,00      |
| Abstentions | Abstentions          | Abstentions | Abstentions | 9 868        | 49,13        | 10 786      | 53,44       |
| Votants     | Votants              | Votants     | Votants     | 10 216       | 50,87        | 9 398       | 46,56       |
| Blancs      | Blancs               | Blancs      | Blancs      | 284          | 2,78         | 697         | 7,42        |
| Nuls        | Nuls                 | Nuls        | Nuls        | 131          | 1,28         | 338         | 3,6         |
| Exprimés    | Exprimés             | Exprimés    | Exprimés    | 9 801        | 95,94        | 8 363       | 88,99       |

### Canton de Moréac
| Candidats   | Candidats               | Partis      | Partis      | Premier tour | Premier tour | Second tour | Second tour |
| Candidats   | Candidats               | Partis      | Partis      | Voix         | %            | Voix        | %           |
| ----------- | ----------------------- | ----------- | ----------- | ------------ | ------------ | ----------- | ----------- |
| 1           | Gaëlle Berthevas        |             | DVD         | 3 954        | 30,03        | 5 834       | 46,92       |
| 1           | Étienne Caignard        |             | DVD         | 3 954        | 30,03        | 5 834       | 46,92       |
| 2           | Florence Prunet         |             | DVG         | 5 118        | 38,87        | 6 599       | 53,08       |
| 2           | Guénaël Robin           |             | PS          | 5 118        | 38,87        | 6 599       | 53,08       |
| 3           | Arnaud Dournel          |             | FN          | 2 931        | 22,26        |             |             |
| 3           | Anne-Marie Le Guillevic |             | FN          | 2 931        | 22,26        |             |             |
| 4           | Michel Guégan           |             | MoDem       | 1 163        | 8,83         |             |             |
| 4           | Rozenn Lazeyras         |             | DVD         | 1 163        | 8,83         |             |             |
|             |                         |             |             |              |              |             |             |
| Inscrits    | Inscrits                | Inscrits    | Inscrits    | 25 355       | 100,00       | 25 355      | 100,00      |
| Abstentions | Abstentions             | Abstentions | Abstentions | 11 545       | 45,53        | 11 983      | 47,26       |
| Votants     | Votants                 | Votants     | Votants     | 13 810       | 54,47        | 13 372      | 52,74       |
| Blancs      | Blancs                  | Blancs      | Blancs      | 435          | 3,15         | 574         | 4,29        |
| Nuls        | Nuls                    | Nuls        | Nuls        | 209          | 1,51         | 365         | 2,73        |
| Exprimés    | Exprimés                | Exprimés    | Exprimés    | 13 166       | 95,34        | 12 433      | 92,98       |

### Canton de Muzillac
| Candidats            | Candidats                | Partis      | Partis      | Premier tour | Premier tour | Second tour | Second tour |
| Candidats            | Candidats                | Partis      | Partis      | Voix         | %            | Voix        | %           |
| -------------------- | ------------------------ | ----------- | ----------- | ------------ | ------------ | ----------- | ----------- |
| 1                    | Alain Guihard*           |             | DVD         | 6 177        | 47,45        | 8 464       | 72,73       |
| 1                    | Marie-Odile Jarligant    |             | DVD         | 6 177        | 47,45        | 8 464       | 72,73       |
| 2                    | Bertrand Palicot         |             | FN          | 3 152        | 24,21        | 3 174       | 27,27       |
| 2                    | Évelyne Petit            |             | FN          | 3 152        | 24,21        | 3 174       | 27,27       |
| 3                    | Chantal Audivert         |             | FG          | 2 163        | 16,61        |             |             |
| 3                    | Antony Querel            |             | FG          | 2 163        | 16,61        |             |             |
| 4                    | Mohamed Diaounet-Mamadou |             | EÉLV        | 1 527        | 11,73        |             |             |
| 4                    | Virginie Valence         |             | EÉLV        | 1 527        | 11,73        |             |             |
|                      |                          |             |             |              |              |             |             |
| Inscrits             | Inscrits                 | Inscrits    | Inscrits    | 25 803       | 100,00       | 25 803      | 100,00      |
| Abstentions          | Abstentions              | Abstentions | Abstentions | 12 081       | 46,82        | 12 595      | 48,81       |
| Votants              | Votants                  | Votants     | Votants     | 13 722       | 53,18        | 13 208      | 51,19       |
| Blancs               | Blancs                   | Blancs      | Blancs      | 508          | 3,7          | 1 099       | 8,32        |
| Nuls                 | Nuls                     | Nuls        | Nuls        | 195          | 1,42         | 471         | 3,57        |
| Exprimés             | Exprimés                 | Exprimés    | Exprimés    | 13 019       | 94,88        | 11 638      | 88,11       |
| * conseiller sortant |                          |             |             |              |              |             |             |

### Canton de Plœmeur
| Candidats            | Candidats             | Partis      | Partis      | Premier tour | Premier tour | Second tour | Second tour |
| Candidats            | Candidats             | Partis      | Partis      | Voix         | %            | Voix        | %           |
| -------------------- | --------------------- | ----------- | ----------- | ------------ | ------------ | ----------- | ----------- |
| 1                    | Régine Le Jeune       |             | FG          | 1 319        | 8,75         |             |             |
| 1                    | Michel Le Mestrallan  |             | FG          | 1 319        | 8,75         |             |             |
| 2                    | Ronan Loas            |             | UMP         | 6 447        | 42,77        | 8 601       | 60,8        |
| 2                    | Brigitte Melin        |             | UMP         | 6 447        | 42,77        | 8 601       | 60,8        |
| 3                    | Frédéric Boussard     |             | FN          | 2 487        | 16,50        |             |             |
| 3                    | Cindy Cossard         |             | FN          | 2 487        | 16,50        |             |             |
| 4                    | Sylvain Britel        |             | PS          | 1 868        | 12,39        |             |             |
| 4                    | Marie-France Normant* |             | DVG         | 1 868        | 12,39        |             |             |
| 5                    | Marc Cozilis          |             | PS          | 2 954        | 19,60        | 5 546       | 39,2        |
| 5                    | Nolwenn Delalée       |             | PS          | 2 954        | 19,60        | 5 546       | 39,2        |
|                      |                       |             |             |              |              |             |             |
| Inscrits             | Inscrits              | Inscrits    | Inscrits    | 31 390       | 100,00       | 31 392      | 100,00      |
| Abstentions          | Abstentions           | Abstentions | Abstentions | 15 478       | 49,31        | 15 847      | 50,48       |
| Votants              | Votants               | Votants     | Votants     | 15 912       | 50,69        | 15 545      | 49,52       |
| Blancs               | Blancs                | Blancs      | Blancs      | 736          | 4,63         | 1 138       | 7,32        |
| Nuls                 | Nuls                  | Nuls        | Nuls        | 101          | 0,63         | 260         | 1,67        |
| Exprimés             | Exprimés              | Exprimés    | Exprimés    | 15 075       | 94,74        | 14 147      | 91,01       |
| * conseiller sortant |                       |             |             |              |              |             |             |

### Canton de Ploërmel
| Candidats   | Candidats                | Partis      | Partis      | Premier tour | Premier tour | Second tour | Second tour |
| Candidats   | Candidats                | Partis      | Partis      | Voix         | %            | Voix        | %           |
| ----------- | ------------------------ | ----------- | ----------- | ------------ | ------------ | ----------- | ----------- |
| 1           | Johan Tuffigo            |             | DLF         | 461          | 3,17         |             |             |
| 1           | Marine Valot             |             | DLF         | 461          | 3,17         |             |             |
| 2           | Martine Guillas-Guérinel |             | DVD         | 4 555        | 31,27        | 9 377       | 68,64       |
| 2           | Michel Pichard           |             | DVD         | 4 555        | 31,27        | 9 377       | 68,64       |
| 3           | Fabienne Briero          |             | DVD         | 2 390        | 16,41        |             |             |
| 3           | Henri Ribouchon          |             | DVD         | 2 390        | 16,41        |             |             |
| 4           | Michel Genonceau         |             | FN          | 3 093        | 21,24        | 4 285       | 31,36       |
| 4           | Agnès Richard            |             | FN          | 3 093        | 21,24        | 4 285       | 31,36       |
| 5           | David Cabas              |             | DVG         | 318          | 2,18         |             |             |
| 5           | Virginie Le Minter       |             | DVG         | 318          | 2,18         |             |             |
| 6           | Sylvaine Miloux          |             | PS          | 2 965        | 20,36        |             |             |
| 6           | Gérard Payot             |             | PS          | 2 965        | 20,36        |             |             |
| 7           | Régine Kerouedan         |             | FG          | 783          | 5,38         |             |             |
| 7           | Christian Noël           |             | FG          | 783          | 5,38         |             |             |
|             |                          |             |             |              |              |             |             |
| Inscrits    | Inscrits                 | Inscrits    | Inscrits    | 29 476       | 100,00       | 29 476      | 100,00      |
| Abstentions | Abstentions              | Abstentions | Abstentions | 14 098       | 47,83        | 13 951      | 47,33       |
| Votants     | Votants                  | Votants     | Votants     | 15 378       | 52,17        | 15 525      | 52,67       |
| Blancs      | Blancs                   | Blancs      | Blancs      | 596          | 3,88         | 1 431       | 9,22        |
| Nuls        | Nuls                     | Nuls        | Nuls        | 217          | 1,41         | 432         | 2,78        |
| Exprimés    | Exprimés                 | Exprimés    | Exprimés    | 14 565       | 94,71        | 13 662      | 88          |

### Canton de Pluvigner
| Candidats            | Candidats               | Partis      | Partis      | Premier tour | Premier tour | Second tour | Second tour |
| Candidats            | Candidats               | Partis      | Partis      | Voix         | %            | Voix        | %           |
| -------------------- | ----------------------- | ----------- | ----------- | ------------ | ------------ | ----------- | ----------- |
| 1                    | Marie-Christine Le Quer |             | DVD         | 5 484        | 39,57        | 7 301       | 58,15       |
| 1                    | Fabrice Robelet         |             | DVD         | 5 484        | 39,57        | 7 301       | 58,15       |
| 2                    | Joseph Gérard           |             | FN          | 3 201        | 23,10        |             |             |
| 2                    | Édith Le Bouedec        |             | FN          | 3 201        | 23,10        |             |             |
| 3                    | Bernadette Desjardins*  |             | PS          | 4 100        | 29,59        | 5 254       | 41,85       |
| 3                    | Dominique Le Vouedec    |             | PS          | 4 100        | 29,59        | 5 254       | 41,85       |
| 4                    | Claudine Celdran        |             | FG          | 1 073        | 7,74         |             |             |
| 4                    | Didier Cornil           |             | FG          | 1 073        | 7,74         |             |             |
|                      |                         |             |             |              |              |             |             |
| Inscrits             | Inscrits                | Inscrits    | Inscrits    | 27 655       | 100,00       | 27 655      | 100,00      |
| Abstentions          | Abstentions             | Abstentions | Abstentions | 13 000       | 47,01        | 13 840      | 50,05       |
| Votants              | Votants                 | Votants     | Votants     | 14 655       | 52,99        | 13 815      | 49,95       |
| Blancs               | Blancs                  | Blancs      | Blancs      | 505          | 3,45         | 773         | 5,6         |
| Nuls                 | Nuls                    | Nuls        | Nuls        | 292          | 1,99         | 487         | 3,53        |
| Exprimés             | Exprimés                | Exprimés    | Exprimés    | 13 858       | 94,56        | 12 555      | 90,88       |
| * conseiller sortant |                         |             |             |              |              |             |             |

### Canton de Pontivy
| Candidats   | Candidats                  | Partis      | Partis      | Premier tour | Premier tour | Second tour | Second tour |
| Candidats   | Candidats                  | Partis      | Partis      | Voix         | %            | Voix        | %           |
| ----------- | -------------------------- | ----------- | ----------- | ------------ | ------------ | ----------- | ----------- |
| 1           | Évelyne Adoue              |             | FN          | 3 370        | 21,70        |             |             |
| 1           | Thierry Desbois            |             | FN          | 3 370        | 21,70        |             |             |
| 2           | Christian Passal           |             | UDB         | 575          | 3,70         |             |             |
| 2           | Françoise Ramel            |             | UDB         | 575          | 3,70         |             |             |
| 3           | Nicole Le Peih             |             | PS          | 4 431        | 28,53        | 6 555       | 44,68       |
| 3           | Christophe Marchand        |             | PS          | 4 431        | 28,53        | 6 555       | 44,68       |
| 4           | Marie-Madeleine Dore-Lucas |             | FG          | 1 310        | 8,43         |             |             |
| 4           | André Locussol             |             | FG          | 1 310        | 8,43         |             |             |
| 5           | Soizic Perrault            |             | UMP         | 5 846        | 37,64        | 8 115       | 55,32       |
| 5           | Benoît Quero               |             | DVD         | 5 846        | 37,64        | 8 115       | 55,32       |
|             |                            |             |             |              |              |             |             |
| Inscrits    | Inscrits                   | Inscrits    | Inscrits    | 30 110       | 100,00       | 30 108      | 100,00      |
| Abstentions | Abstentions                | Abstentions | Abstentions | 13 619       | 45,23        | 13 836      | 45,95       |
| Votants     | Votants                    | Votants     | Votants     | 16 491       | 54,77        | 16 272      | 54,05       |
| Blancs      | Blancs                     | Blancs      | Blancs      | 635          | 3,85         | 914         | 5,62        |
| Nuls        | Nuls                       | Nuls        | Nuls        | 324          | 1,96         | 688         | 4,23        |
| Exprimés    | Exprimés                   | Exprimés    | Exprimés    | 15 532       | 94,18        | 14 670      | 90,15       |

### Canton de Questembert
| Candidats   | Candidats            | Partis      | Partis      | Premier tour | Premier tour | Second tour | Second tour |
| Candidats   | Candidats            | Partis      | Partis      | Voix         | %            | Voix        | %           |
| ----------- | -------------------- | ----------- | ----------- | ------------ | ------------ | ----------- | ----------- |
| 1           | Jocelyne Daniel      |             | FN          | 2 590        | 21,11        |             |             |
| 1           | Alain Lyon           |             | FN          | 2 590        | 21,11        |             |             |
| 2           | Ramon Falguier       |             | FG          | 1 222        | 9,96         |             |             |
| 2           | Violaine Frappesauce |             | FG          | 1 222        | 9,96         |             |             |
| 3           | Gérard Gicquel       |             | UMP         | 4 111        | 33,51        | 6 198       | 54,52       |
| 3           | Marie-Annick Martin  |             | UMP         | 4 111        | 33,51        | 6 198       | 54,52       |
| 4           | Anne Fleury          |             | DVD         | 707          | 5,76         |             |             |
| 4           | Didier Simon Texier  |             | DVD         | 707          | 5,76         |             |             |
| 5           | Monique Danion       |             | PS          | 3 637        | 29,65        | 5 170       | 45,48       |
| 5           | Patrice Le Penhuizic |             | DVG         | 3 637        | 29,65        | 5 170       | 45,48       |
|             |                      |             |             |              |              |             |             |
| Inscrits    | Inscrits             | Inscrits    | Inscrits    | 24 197       | 100,00       | 24 195      | 100,00      |
| Abstentions | Abstentions          | Abstentions | Abstentions | 11 326       | 46,81        | 11 796      | 48,75       |
| Votants     | Votants              | Votants     | Votants     | 12 871       | 53,19        | 12 399      | 51,25       |
| Blancs      | Blancs               | Blancs      | Blancs      | 452          | 3,51         | 751         | 6,06        |
| Nuls        | Nuls                 | Nuls        | Nuls        | 152          | 1,18         | 280         | 2,26        |
| Exprimés    | Exprimés             | Exprimés    | Exprimés    | 12 267       | 95,31        | 11 368      | 91,68       |

### Canton de Quiberon
| Candidats   | Candidats          | Partis      | Partis      | Premier tour | Premier tour | Second tour | Second tour |
| Candidats   | Candidats          | Partis      | Partis      | Voix         | %            | Voix        | %           |
| ----------- | ------------------ | ----------- | ----------- | ------------ | ------------ | ----------- | ----------- |
| 1           | Karine Bellec      |             | DVD         | 7 664        | 47,52        | 9 495       | 66,25       |
| 1           | Gérard Pierre      |             | DVD         | 7 664        | 47,52        | 9 495       | 66,25       |
| 2           | Christelle Dumont  |             | FG          | 1 373        | 8,51         |             |             |
| 2           | Jean-Claude Harry  |             | FG          | 1 373        | 8,51         |             |             |
| 3           | Mireille Hays      |             | FN          | 3 461        | 21,46        |             |             |
| 3           | Claude Mahuas      |             | FN          | 3 461        | 21,46        |             |             |
| 4           | Simone Ansquer     |             | PS          | 3 630        | 22,51        | 4 838       | 33,75       |
| 4           | Tibault Grollemund |             | PS          | 3 630        | 22,51        | 4 838       | 33,75       |
|             |                    |             |             |              |              |             |             |
| Inscrits    | Inscrits           | Inscrits    | Inscrits    | 32 644       | 100,00       | 32 644      | 100,00      |
| Abstentions | Abstentions        | Abstentions | Abstentions | 15 743       | 48,23        | 17 061      | 52,26       |
| Votants     | Votants            | Votants     | Votants     | 16 901       | 51,77        | 15 583      | 47,74       |
| Blancs      | Blancs             | Blancs      | Blancs      | 511          | 3,02         | 775         | 4,97        |
| Nuls        | Nuls               | Nuls        | Nuls        | 262          | 1,55         | 475         | 3,05        |
| Exprimés    | Exprimés           | Exprimés    | Exprimés    | 16 128       | 95,43        | 14 333      | 91,98       |

### Canton de Séné
| Candidats            | Candidats             | Partis      | Partis      | Premier tour | Premier tour | Second tour | Second tour |
| Candidats            | Candidats             | Partis      | Partis      | Voix         | %            | Voix        | %           |
| -------------------- | --------------------- | ----------- | ----------- | ------------ | ------------ | ----------- | ----------- |
| 1                    | Alain Layec           |             | PS          | 4 682        | 28,20        | 5 847       | 39,23       |
| 1                    | Anne Phelippo-Nicolas |             | PS          | 4 682        | 28,20        | 5 847       | 39,23       |
| 2                    | Patrick Meunier       |             | FN          | 3 369        | 20,30        |             |             |
| 2                    | Sabine Rutz           |             | FN          | 3 369        | 20,30        |             |             |
| 3                    | David Lappartient*    |             | UMP         | 7 485        | 45,09        | 9 057       | 60,77       |
| 3                    | Michèle Nadeau        |             | DVD         | 7 485        | 45,09        | 9 057       | 60,77       |
| 4                    | Thierry Rouquet       |             | FG          | 1 064        | 6,41         |             |             |
| 4                    | Brigitte Salou        |             | FG          | 1 064        | 6,41         |             |             |
|                      |                       |             |             |              |              |             |             |
| Inscrits             | Inscrits              | Inscrits    | Inscrits    | 31 342       | 100,00       | 31 339      | 100,00      |
| Abstentions          | Abstentions           | Abstentions | Abstentions | 13 962       | 44,55        | 15 149      | 48,34       |
| Votants              | Votants               | Votants     | Votants     | 17 380       | 55,45        | 16 190      | 51,66       |
| Blancs               | Blancs                | Blancs      | Blancs      | 611          | 3,52         | 975         | 6,02        |
| Nuls                 | Nuls                  | Nuls        | Nuls        | 169          | 0,97         | 311         | 1,92        |
| Exprimés             | Exprimés              | Exprimés    | Exprimés    | 16 600       | 95,51        | 14 904      | 92,06       |
| * conseiller sortant |                       |             |             |              |              |             |             |

### Canton de Vannes-1
| Candidats            | Candidats               | Partis      | Partis      | Premier tour | Premier tour | Second tour | Second tour |
| Candidats            | Candidats               | Partis      | Partis      | Voix         | %            | Voix        | %           |
| -------------------- | ----------------------- | ----------- | ----------- | ------------ | ------------ | ----------- | ----------- |
| 1                    | François Goulard*       |             | UMP         | 5 561        | 49,66        | 6 306       | 63,42       |
| 1                    | Christine Penhouet      |             | DVD         | 5 561        | 49,66        | 6 306       | 63,42       |
| 2                    | René-Marie Bouin        |             | FN          | 1 690        | 15,09        |             |             |
| 2                    | Magali Gambert-Guyomard |             | FN          | 1 690        | 15,09        |             |             |
| 3                    | Jessica Danet-Delorme   |             | DVG         | 400          | 3,57         |             |             |
| 3                    | Thierry Normand         |             | DVG         | 400          | 3,57         |             |             |
| 4                    | Loïc Lafferrière        |             | FG          | 401          | 3,58         |             |             |
| 4                    | Jackie Trovel           |             | FG          | 401          | 3,58         |             |             |
| 5                    | Cécile Franchet         |             | EÉLV        | 2 912        | 26,00        | 3 637       | 36,58       |
| 5                    | Marc Le Gal             |             | PS          | 2 912        | 26,00        | 3 637       | 36,58       |
| 6                    | Bertrand Deléon         |             | PB          | 234          | 2,09         |             |             |
| 6                    | Lara Roche              |             | PB          | 234          | 2,09         |             |             |
|                      |                         |             |             |              |              |             |             |
| Inscrits             | Inscrits                | Inscrits    | Inscrits    | 21 969       | 100,00       | 21 968      | 100,00      |
| Abstentions          | Abstentions             | Abstentions | Abstentions | 10 351       | 47,12        | 11 370      | 51,76       |
| Votants              | Votants                 | Votants     | Votants     | 11 618       | 52,88        | 10 598      | 48,24       |
| Blancs               | Blancs                  | Blancs      | Blancs      | 252          | 2,17         | 372         | 3,51        |
| Nuls                 | Nuls                    | Nuls        | Nuls        | 168          | 1,45         | 283         | 2,67        |
| Exprimés             | Exprimés                | Exprimés    | Exprimés    | 11 198       | 96,38        | 9 943       | 93,82       |
| * conseiller sortant |                         |             |             |              |              |             |             |

### Canton de Vannes-2
| Candidats   | Candidats            | Partis      | Partis      | Premier tour | Premier tour | Second tour | Second tour |
| Candidats   | Candidats            | Partis      | Partis      | Voix         | %            | Voix        | %           |
| ----------- | -------------------- | ----------- | ----------- | ------------ | ------------ | ----------- | ----------- |
| 1           | Loïc Le Trionnaire   |             | PS          | 4 673        | 30,12        | 6 030       | 42,97       |
| 1           | Dominique Pirio      |             | PS          | 4 673        | 30,12        | 6 030       | 42,97       |
| 2           | Loïc Cheval          |             | UDB         | 944          | 6,08         |             |             |
| 2           | Gaëlle L'Amoulen     |             | UDB         | 944          | 6,08         |             |             |
| 3           | Bertrand Iragne      |             | FN          | 2 861        | 18,44        |             |             |
| 3           | Véronique Le Bot     |             | FN          | 2 861        | 18,44        |             |             |
| 4           | Denis Bertholom      |             | UMP         | 6 124        | 39,47        | 8 004       | 57,03       |
| 4           | Nadine Fremont       |             | UMP         | 6 124        | 39,47        | 8 004       | 57,03       |
| 5           | Nadia Morel          |             | FG          | 914          | 5,89         |             |             |
| 5           | Jean-Pierre Quillien |             | FG          | 914          | 5,89         |             |             |
|             |                      |             |             |              |              |             |             |
| Inscrits    | Inscrits             | Inscrits    | Inscrits    | 30 313       | 100,00       | 30 312      | 100,00      |
| Abstentions | Abstentions          | Abstentions | Abstentions | 14 133       | 46,62        | 15 212      | 50,18       |
| Votants     | Votants              | Votants     | Votants     | 16 180       | 53,38        | 15 100      | 49,82       |
| Blancs      | Blancs               | Blancs      | Blancs      | 439          | 2,71         | 692         | 4,58        |
| Nuls        | Nuls                 | Nuls        | Nuls        | 225          | 1,39         | 374         | 2,48        |
| Exprimés    | Exprimés             | Exprimés    | Exprimés    | 15 516       | 95,9         | 14 034      | 92,94       |

### Canton de Vannes-3
| Candidats   | Candidats             | Partis      | Partis      | Premier tour | Premier tour | Second tour | Second tour |
| Candidats   | Candidats             | Partis      | Partis      | Voix         | %            | Voix        | %           |
| ----------- | --------------------- | ----------- | ----------- | ------------ | ------------ | ----------- | ----------- |
| 1           | Gilles Dufeigneux     |             | UDI         | 4 513        | 39,04        | 5 790       | 54,52       |
| 1           | Gaëlle Favennec       |             | DVD         | 4 513        | 39,04        | 5 790       | 54,52       |
| 2           | Laurent Louis         |             | FN          | 2 326        | 20,12        |             |             |
| 2           | Marie-Claude Ranc     |             | FN          | 2 326        | 20,12        |             |             |
| 3           | Annaïck Dubos-Olivier |             | PS          | 4 099        | 35,46        | 4 830       | 45,48       |
| 3           | Thierry Eveno         |             | PS          | 4 099        | 35,46        | 4 830       | 45,48       |
| 4           | Catherine Guguen      |             | FG          | 621          | 5,37         |             |             |
| 4           | Didier Le Derff       |             | FG          | 621          | 5,37         |             |             |
|             |                       |             |             |              |              |             |             |
| Inscrits    | Inscrits              | Inscrits    | Inscrits    | 23 701       | 100,00       | 23 689      | 100,00      |
| Abstentions | Abstentions           | Abstentions | Abstentions | 11 512       | 48,57        | 12 186      | 51,44       |
| Votants     | Votants               | Votants     | Votants     | 12 189       | 51,43        | 11 503      | 48,56       |
| Blancs      | Blancs                | Blancs      | Blancs      | 424          | 3,48         | 586         | 5,09        |
| Nuls        | Nuls                  | Nuls        | Nuls        | 206          | 1,69         | 297         | 2,58        |
| Exprimés    | Exprimés              | Exprimés    | Exprimés    | 11 559       | 94,83        | 10 620      | 92,32       |